# Éric Djemba-Djemba
Éric Daniel Djemba-Djemba (Douala, 4 mei 1981) is een voetballer uit Kameroen die bij voorkeur als verdedigende middenvelder speelt. Hij verruilde in 2016 Voltigeurs de Châteaubriant voor FC Vallorbe-Ballaigues.

## Carrière
In 2001 kwam Djemba-Djemba bij FC Nantes in Frankrijk terecht. Nadat hij twee seizoenen voor deze club had gespeeld, wekte hij de interesse van Alex Ferguson, trainer van Manchester United. Voor ruim vier miljoen euro vertrok de middenvelder naar Engeland, waar hij in anderhalf seizoen twintig wedstrijden zou spelen.
In januari 2005 vertrok Djemba-Djemba weer uit Manchester. Hij ging spelen voor Aston Villa, dat twee miljoen euro voor hem betaalde. Bij deze club speelde de Kameroener twee en een half seizoen, waarin hij slechts elf competitiewedstrijden speelde. Aan het begin van het seizoen 2007/08 werd het contract van Djemba-Djemba ontbonden, nadat hij een half jaar op huurbasis voor Burnley FC had gespeeld. Nadat hij tijdens het seizoen 2007/08 één wedstrijd had gespeeld voor Qatar SC, tekende hij op 16 juli 2008 een contract bij Odense BK uit Denemarken.
Eind 2014 speelde Djemba-Djemba in de Indian Super League voor Chennaiyin FC. In januari 2015 vervolgde hij zijn loopbaan in Indonesië bij Persebaya Surabaya dat hem vanwege problemen met twee concurrerende competities verhuurde aan Persipa Padalarang. Begin 2016 ging hij in de CFA voor Voltigeurs de Châteaubriant spelen. In november 2016 ging hij voor de Zwitserse amateurclub FC Vallorbe-Ballaigues spelen.

## Erelijst
- FA Cup: 2004 (Manchester United)
- Afrika Cup: 2002 (Kameroen)